# Phyllonorycter alnicolella
Phyllonorycter alnicolella là một loài bướm đêm thuộc họ Gracillariidae. It is known Hoa Kỳ (California và Maine).
Sải cánh dài khoảng 6 mm.
Ấu trùng ăn Alnus incana. Chúng ăn lá nơi chúng làm tổ. 